# Дымов (компания)
ООО «Дымовское колбасное производство» — российский производитель мясных изделий.

## История
Компания была основана в 2001 году совладельцем владивостокской мясоперерабатывающей компании «Ратимир» Вадимом Засыпкиным на базе обанкротившегося Крылатского мясокомбината в Москве. Первоначально компания носила имя вымышленного персонажа, но успешный запуск вдохновил предпринимателя сменить фамилию, став реальным Дымовым. 
К концу 2010-х «Дымов» был одним из крупнейших российских производителей колбас и мясных изделий. В структуру компании входят заводы в Москве, Красноярске и Дмитрове, животноводческие комплексы во Владимирской области, Краснодарском и Красноярском крае. В 2020 году выручка компании составила 8,6 млрд рублей, чистая прибыль — 338,8 млн рублей.

## Деятельность
Компания выпускает около 300 наименований мясных продуктов (колбасы, сосиски, ветчину, снеки и пр.) под брендами «Дымов», «Пиколини», «Мясные чипсы», Stickado и «Дмитровский мясокомбинат», которые реализует через торговые сети и собственный онлайн-магазин. На 2017 год компания занимала 4% российского рынка промышленной мясопереработки. Входит в отраслевую ассоциацию производителей и поставщиков продовольственных товаров «Руспродсоюз».